# آندره ترانتول
آندره ترانتول (فرانسوی: André Trantoul‎؛ ۱۳ آوریل ۱۹۰۸ – ۲۷ فوریه ۱۹۸۶) دوچرخه‌سوار اهل فرانسه بود.